# Bácsalmás
Bácsalmás este un oraș în districtul Bácsalmás, județul Bács-Kiskun, Ungaria, având o populație de 6.982 de locuitori (2011). 

## Demografie
Componența etnică a orașului Bácsalmás
     Maghiari (91,53%)
     Germani (3,28%)
     Croați (2,51%)
     Romi (2,05%)
     Necunoscut (0,21%)
     Alții (0,43%)
Componența confesională a orașului Bácsalmás
     Romano-catolici (53,15%)
     Fără religie (10,18%)
     Reformați (6,72%)
     Necunoscută (28,66%)
     Alte religii (2,23%)
Conform recensământului din 2011, orașul Bácsalmás avea 6.982 de locuitori. Din punct de vedere etnic, majoritatea locuitorilor (91,53%) erau maghiari, existând și minorități de germani (3,28%), croați (2,51%) și romi (2,05%). Apartenența etnică nu este cunoscută în cazul a 0,21% din locuitori.  Din punct de vedere confesional, majoritatea locuitorilor (53,15%) erau romano-catolici, existând și minorități de persoane fără religie (10,18%) și reformați (6,72%). Pentru 28,66% din locuitori nu este cunoscută apartenența confesională.